# Art Gallery of Western Australia
La Galerie d'art de l'Australie occidentale : Art Gallery of Western Australia, est une galerie publique qui fait partie du Centre culturel de la ville de Perth. Elle est située proche du musée d'État : le Western Australian Museum et la Bibliothèque d'État (en anglais : State Library of Western Australia). La galerie courante a été ouverte en 1979.